# Ишемгул
Ишемгу́л (баш. Ишемғол) — село в Зианчуринском районе Республики Башкортостан Российской Федерации. Административный центр Новочебенкинского сельсовета.

## География

### Географическое положение
Расстояние до:
- районного центра (Исянгулово): 26 км,
- ближайшей ж/д станции (Тюльган): 49 км.

## История
10 сентября 2007 года селу Центральной усадьбы совхоза «Иняк» присвоено наименование Ишемгул.

## Население
| 1939 | 1959 | 1970 | 1979 | 1989 | 2002 | 2009 |
| ---- | ---- | ---- | ---- | ---- | ---- | ---- |
| 461  | ↗558 | ↗758 | ↘631 | ↗653 | ↗738 | ↗791 |
| 2010 |      |      |      |      |      |      |
| ↘671 |      |      |      |      |      |      |

## Религия
В селе находится мечеть «Харрас».